# منظمة ماي داي للإنقاذ

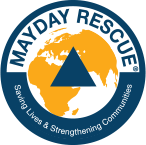
شعار مؤسسة ميدي للإنقاذ

مؤسسة ميدي للإنقاذ هي مؤسسة غير ربحية مسجّلة في هولندا. تدعم المجتمعات غير المستقرة في مناطق الصراعات والحروب في العالم، وذلك عبر تدريب المجموعات المحلية من متطوّعين من خلال تزويدهم بالمعدات لمواجهة الحروب والكوارث الطبيعية والطوارئ والاستجابة لها والتعافي من آثارها.

## التأسيس
تأسست ميدي للإنقاذ من قِبل جميس لو ميزورير الذي أمضى 20 عاماً يعمل في البلدان غير المستقرة عضواً في بعثات الأمم المتحدة، ومستشاراً للشركات الخاصة ووزارة الخارجية البريطانية. تجلّت معظم خبرته بالقيام بنشاطات دعم الاستقرار في قطاع الأمن وبرامج ترسيخ الديمقراطية.
ومنذ 2012، عمل جيمس على ملفات الأزمة السورية حيث بدأ بمشروع دعم في 2014. والتي تكرس جهودها لتقوية المجتمعات في البلدان التي دخلت في مرحلة الصراعات أو تواجهها أو تتعافى منها. يتركّز عمل ميدي للإنقاذ اليوم في مناطق الشرق الأوسط من خلال مكاتب تركيا والأردن.

## المهّمة
إنقاذ الحياة وتقوية المجتمعات

في موقعها الرسمي تؤكّد ميدي للإنقاذ بأنها ملتزمة بإنقاذ الحياة قبل أي شيء آخر بصرف النظر عن انتماء الشخص؛ فمنذ التأسيس أثارت ميدي السؤال المحفّز على العمل «مالذي يُنقِذ أرواحاً أكثر».
و جاء في النبذة التعريفية لميدي في موقعها «نسعى نحو الحيادية في جهودنا ونشجع المستفيدين من خدماتنا على القيام بذلك».
إيماننا راسخ بأن أكثر المجتمعات قدرة على التعافي من الأزمات هي تلك القادرة على مساعدة نفسها. من خلال بناء قدرات أعضاء المجتمع الذين يتمتعون بأعلى مستويات الثقة، ومن خلال ربط توفير الخدمات الضرورية على مستوى المجتمع بهيئات حكم محلي تحظى بالتمثيل والشرعية وتتمتع بالكفاءة.
تبث ميدي الأمل وتساند المجتمعات غير المستقرة في البئى التي تفتقر إلى الأمن وتبني مجتمعات قادرة على الاستمرار والتعافي من الأزمات.
البحث والإنقاذ
تدعم ميدي للإنقاذ المجتمعات غير المستقرة في أكثر الأماكن تحدياً وخطورة في العالم دعماً محلياً ووطنياً وعالمياً وذلك عبر تدريب المجموعات المحلية وتزويدها بالمعدات لمواجهة الحروب والكوارث والطوارئ والاستجابة لها والتعافي من آثارها.
دعم الاستقرار وبناء السلام
لقد طورت ميدي للإنقاذ أسلوباً إبداعياً لدعم الاستقرار لا تركز فيه على الأمن أو السياسة، بل على خدمات الإطفاء والإنقاذ والاستجابة للطوارئ وذلك إما عبر نشاط مفرد لها أو عبر خط من الجهود المتضافرة من برامج دعم الاستقرار الموجودة أصلاً. وبعكس الأطراف العسكرية أو السياسية، فإن العاملين في خدمات الطوارئ يتمتعون بأعلى مستويات الثقة الشعبية من بين المهن والأعمال الأخرى. عبر تدريب فرق المتطوعين المحلية وتزويدها بالمعدات، تدعم ميدي تنمية الشبكات المجتمعية المؤلفة من عمال الإنقاذ والاستجابة السريعة. وتكرس هذه الفرق -الحيادية غير المنحازة لأي طرف- عملها لإنقاذ حياة الناس وتقوية المجتمعات المحلية لأنهم يعيشون بين الناس ويخدمونهم. كما يعززون القدرة على التعافي من الأزمات والأمان عبر حماية المدنيين فيكسبون ثقة المجموعات المسلحة والقادة السياسيين والأطراف الدولية والمجتمع المدني. وأهم ما يقدمه حضورهم في المجتمع هو الأمل الذي يبثُّونه بين الناس الذين يخدمونهم.
فمنذ التأسيس كان الدور الرئيس هو التدريب والمعدات والمناصرة والإعلام وبناء القدرات المنظماتية ل لدفاع المدني السوري، و «ذوي الخوذ البيضاء»)، من خلال توفير التدريبات والمعدات والمشورة بناءً على التمويل المقدّم من المملكة المتحدة، الدنمارك وهولندا وألمانيا؛ وكندا واليابان إلى جانب كيمونكس الشريك المنفّذ لإيصال المساعدات إلى الدفاع المدني السوري نيابة عن الوكالة الأمريكية للتنمية.
ميدي للإنقاذ هي مؤسسة مستقلة والتي هي منظمة مقرها في المملكة المتحدة وهي أساساً منظمة داعمة لحقوق الإنسان وتدعو إلى حماية المدنيين في سوريا.